# Nikon D7500
La Nikon D7500 è una DSLR da 20,9 megapixel in formato APS-C la cui uscita è stata annunciata da Nikon il 12 aprile 2017. 
È il modello successore della Nikon D7200
Viene definita una versione più leggera e un po' meno performante della Nikon D500.
- Maggiorata la dimensione del buffer che, è in grado di memorizzare 50 immagini raw (intero frame APS-C registrato, a 14 bit compressi senza perdita di dati), mentre la D7200 poteva tenere nel buffer al massimo 18 immagini raw.
- La cadenza è di ben 8 fps, è la prima di categoria consumer a raggiungere questo framerate.
- Il sensore ottico CMOS è quello della D500 e ha una straordinaria resa anche ad alti ISO.
- Aggiornato il processore di immagini, (EXPEED 5 sostituisce EXPEED 4).
- La modalità di massima qualità video è 4K UHD a 30 fps
- Ha un corpo tropicalizzato e pesa 640 grammi

Ha un costo di preordini degli USA di 50$ in più rispetto al modello precedente